# Bart van der Leck
Bart van der Leck (Utrecht, 26 de novembre de 1876 - Blaricum, 13 de novembre de 1958) va ser un pintor, dissenyador i ceramista neerlandès, pertanyent al neoplasticisme. Amb Theo van Doesburg i Piet Mondrian va fundar el moviment artístic De Stijl.
Fill d'un pintor de brotxa grossa, va començar la seva carrera aprenent a fer vidrieres de colors en un taller d'Utrecht. Un exemple de la seva obra de vidrieres tardana està en el Museu Kröller-Müller de Hoge Veluwe, Països Baixos.
Després de conèixer a Mondrian i van Doesburg i haver fundat el moviment Stijl amb ells, el seu estil es va tornar completament abstracte, com el de Mondrian. Però aviat va començar a estar en desacord amb Mondrian i va tornar a realitzar quadres gairebé abstractes, basats en imatges reals. La seva pintura Tríptic és un exemple, en el qual va transformar esbossos d'una mina a Espanya en formes que semblaven abstractes. Quan treballava en la mansió St Hubertus, va pintar De Ruiter (el Genet).
El 1919-1920 va crear el disseny interior de Jachtslot St Hubertus i també el de la finca Hoge Veluwe. Jachtslot St Hubertus va ser dissenyat per Berlage. El 1930 va rebre l'encàrrec de Jo de Leeuw de dissenyar els interiors, aparadors, imatge corporativa i publicitat per als seus grans magatzems. Per ells van der Leck va desenvolupar un tipus de llegra construït amb formes geomètricament rectilínies. El 1941, va dissenyar un tipus de lletra basat en aquest alfabet per a la revista d'avantguarda Flax. La font van der Leck fou un ressorgiment digital dels tipus, realitzat per David Quary i Freda Sack de The Foundry, i es va llançar el 1994.